# Pierre Coutin
Pierre Coutin, né à Saulzet le 16 février 1905 et mort à Vichy le 14 novembre 1983, est un professeur français. 

## Biographie
Fils d'agriculteur, il obtient un diplôme d'études supérieure, sous la direction de Philippe Arbos, à l'université de Clermont-Ferrand. Agrégé d'histoire et de géographie, il rejoint la Délégation générale de l'équipement national, créée par le gouvernement de Vichy, en 1942. Nommé directeur d'études à l'École pratique des hautes études au début des années 1950, il dirige également le Centre d'études économiques fondé pour rapprocher des spécialistes venus d'horizons divers. 